# 118 Pułk Piechoty (Cesarstwo Niemieckie)

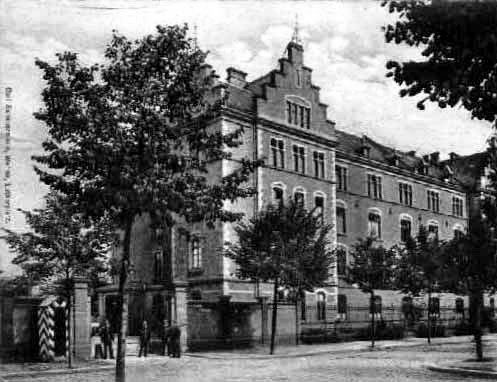
Koszary pułku

118 Pułk Piechoty im. Księcia Karola (4 Wielkiego Księstwa Heskiego) (niem. Infanterie-Regiment Prinz Carl (4. Großherzoglich Hessisches) Nr. 118) – pułk piechoty niemieckiej okresu Cesarstwa Niemieckiego.

## Charakterystyka
Został sformowany już 23 stycznia 1791  a na początku XX wieku stacjonował w Wormacji. Wiosną 1914 był w strukturze 25 Dywizji Piechoty. Barwą pułku był cytrynowy.
W wyniku mobilizacji, w sierpniu 1914 pułk osiągnął gotowość bojową i w składzie 50 Brygady Piechoty został wysłany na front zachodni.
Na stopie wojennej pułk liczył początkowo 3287 żołnierzy i dysponował 53-osobowym sztabem. Jego trzon stanowiły trzy bataliony piechoty liczące etatowo po 1079 żołnierzy. Te dzieliły się na cztery trzyplutonowe kompanie. Ponadto pułk posiadał organiczną kompanię karabinów maszynowych. W kolejnych latach w armii cesarskiej następowała restrukturyzacje wojsk. Wprowadzono nowy model „dywizji wz. 1915”. Zgodnie z jej etatem, pozostawiono w pułku 97-osobową kompanię karabinów maszynowych z 15 kaemami, ale liczebność batalionu piechoty zmniejszono do 650 żołnierzy. Słabszym liczebnie batalionom dodano jednak kompanię karabinów maszynowych, a w 1917 pluton granatników i pluton moździerzy.

## Schemat organizacyjny
- XVIII Korpus Armii Niemieckiej, Frankfurt nad Menem
  - 25 Heska Dywizja Piechoty – (25. Großherzoglich Hessische Division), Darmstadt
    - 50 Brygada Piechoty (50. Infanterie-Brigade), Moguncja
      - 118 pułk piechoty im. Księcia Karola (4 Wielkiego Księstwa Heskiego) – (Infanterie-Regiment Prinz Carl (4. Großherzoglich Hessisches) Nr. 118) w Wormacji